# Lazy Lester

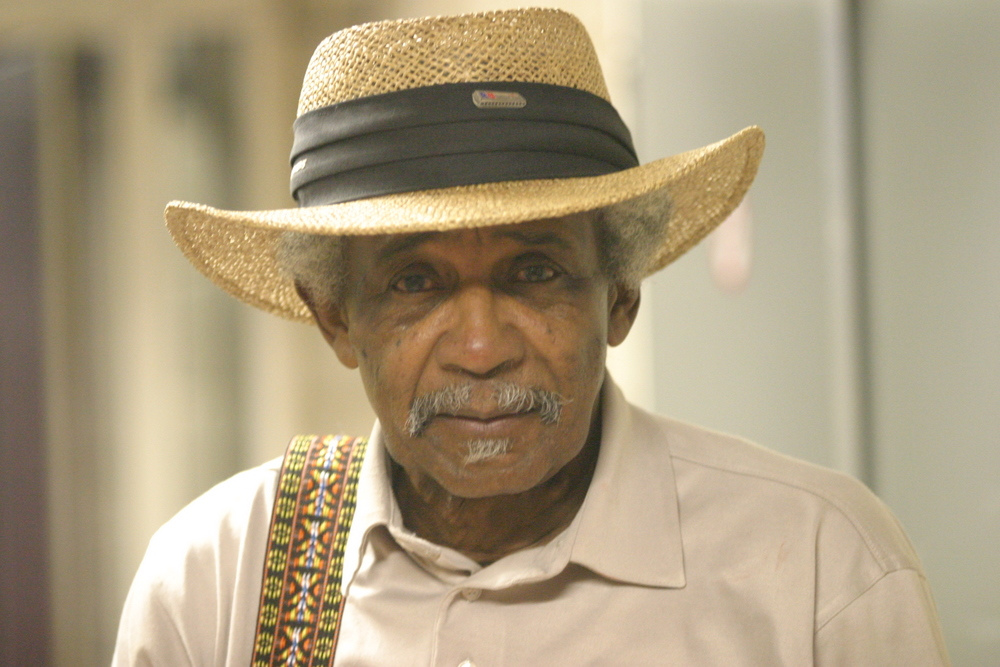
Lazy Lester, 2004

Lazy Lester (* 20. Juni 1933 in Torras, Louisiana als Leslie Johnson; † 22. August 2018 in Paradise, Kalifornien) war ein US-amerikanischer Mundharmonikaspieler.

## Biographie
Als Kind arbeitete er an einer Tankstelle, als Holzfäller und in einem Geschäft, wo er seine erste Harmonika und Little Walters "Juke" erwarb. Einer seiner Brüder hatte eine Gitarre, die er ebenfalls spielte. Als seine Einflüsse nannte Lazy Lester Jimmy Reed und Little Walter, aber auch die Country-Musik, besonders Jimmie Rodgers, liebte er. Gegen Ende seines zweiten Lebensjahrzehnts spielte er als Harmonikaspieler in einer Band namens Rhythm Rockers.
Bei einer Busfahrt Mitte der 1950er begegnete ihm Lightnin’ Slim, für den er bei Plattenaufnahmen spielte. Der Produzent Jay Miller war von dieser Zusammenarbeit so beeindruckt, dass er ihm 1957 sein Plattendebüt auf Excello (“I’m Gonna Leave You Baby” b/w “Lester’s Stomp”) ermöglichte. Miller gab ihm auch seinen Spitznamen Lazy Lester wegen seines lakonischen, entspannten Stils. Lester blieb nun für ein Jahrzehnt Excello-Künstler. Wenn er nicht selbst der führende Künstler war, spielte er auf vielen Aufnahmen als Sessionmusiker, neben der Mundharmonika spielte er auch Gitarre und arrangierte Nummern. Nach der Auflösung des Vertrags mit Excello ergriff er verschiedene Tagesjobs, bis er sich 1971 wieder mit seinem Entdecker Lightnin’ Slim zusammen tat.
2003 engagierte ihn Martin Scorsese für sein Blues Tribute Konzert in der Radio City Music Hall, wo er mit  B.B. King, Solomon Burke, Clarence "Gatemouth" Brown, Buddy Guy, Levon Helm, Chuck D, The Neville Brothers, Dr. John, John Fogerty und  Aerosmith auftrat.
Bis zu seinem Tod im August 2018 lebte Lazy Lester in Paradise, Kalifornien.

## Ausgewählte Diskographie
- True Blues, circa 1966, Excello LP 8006 SO-1
- Rides Again, 1987, King Snake KS007 (recorded in the UK, May 25-28, 1987)
- Harp & Soul, 1988, Alligator 4768 (featuring Lucky Peterson und  Kenny Neal)
- Lazy Lester, 1989, Flyright (France) 007 (unveröffentlichte Excello Aufnahmen aus den 60ern)
- I'm a Lover Not a Fighter 1994, Excello/Ace 518
- I Hear You Knockin', 1994, Excello/Avi 3003
- All Over You, 1998, Antones ANT 10042
- Superharps II, 2001, Telarc 83514 (mit Carey Bell, Raful Neal, Snooky Pryor)
- Blues Stop Knockin', 2001, Antones TMG-ANT 0051 (featuring Jimmie Vaughan)
- Blues on my Radio, 2004, SWMAF 01 (featuring Louisiana Red)
- Family Meeting, 2008, Ruf